# Sergueï Kotov (383)
Le Sergueï Kotov (russe : Сергей Котов) est le troisième patrouilleur du projet 22160. Les navires de patrouille du projet 22160, sont des porteurs de missiles de croisière Kalibr. Le coût du navire est estimé à environ 65 millions de dollars américains.
Le 5 mars 2024, à la suite d'une opération de l'unité spéciale du renseignement de défense du groupe 13 du ministère de la Défense en coopération avec la marine ukrainienne, effectuée avec des drones navals MAGURA V5, le navire a été touché et a coulé près de Théodosie située à proximité du détroit de Kertch, Crimée.

## Origine du nom
Il doit son nom au contre-amiral Sergueï Kotov (1912-1999) (ru).

## Historique
Le projet 22160 du navire de patrouille a été développé par JSC « Northern Design Bureau » (Saint-Pétersbourg). La construction du navire de patrouille « Sergey Kotov » (numéro de série 164) a été réalisée au chantier naval Zaliv  à Kertch dans le cadre du contrat conclu par JSC « Zelenodolsk Shipyard devenu A.M. Gorky » (Zelenodolsk) le 9 octobre 2014 avec le ministère russe de la Défense pour la construction de cinq navires de patrouille en série du projet 22160 portant les numéros de série 162, 163, 164, 165 et 166. En particulier, deux de ces navires (Pavel Derzhavin et Sergey Kotov, numéros de série 163 et 164) ont été construits au chantier naval Zaliv LLC, qui depuis fin 2014.
Il a été officiellement mis sur cale au chantier naval de Zelenodolsk le 8 mai 2016, mais a en fait été construit à Kertch, où il a été lancé le 29 janvier 2021. Les essais en mer du patrouilleur Sergueï Kotov ont commencé à Novorossiïsk le 29 octobre 2021, il est entré dans la mer Noire pour des essais en mer.
Initialement le navire devait être remis à la marine russe à la fin de 2021, mais il n'est finalement entré en service que le 16 mai 2022, et le 30 juillet 2022, le drapeau est hissé et il est affecté dans la flotte de la mer Noire de la marine russe,.
Le 1er août 2023, le ministère russe de la Défense a fait état d’une attaque « infructueuse » de trois drones navals contre les patrouilleurs de la flotte de la mer Noire Sergueï Kotov et Vassili Bykov. L’attaque aurait eu lieu à 340 km de Sébastopol, et tous les drones auraient été détruits.
Le 14 septembre 2023, toujours selon le ministère de la Défense de la fédération de Russie, les forces armées ukrainiennes ont attaqué le navire avec cinq bateaux sans équipage, sans succès.
Le 5 mars 2024, le renseignement militaire ukrainien déclare que l'unité spéciale du Groupe 13, avec l'aide de drones navals MAGURA V5  ont frappé, vers 00h50, le patrouilleur russe Sergueï Kotov près de Théodosie située à proximité du détroit de Kertch,. En plus du navire, un hélicoptère Kamov Ka-29 a également été détruit.

Selon la Direction générale du renseignement du ministère de la Défense ukrainien la destruction du Sergueï Kotov, aurait entrainé la mort de 7 membres d'équipage et 6 blessés et 52 autres occupants ont été évacués du navire.
- Attaque contre le Sergueï Kotov en mars 2024.